# Johann Kies
Johann Kies (Tübingen, 14 de setembro de 1713 — Tübingen, 29 de julho de 1781) foi um matemático e astrônomo alemão.
Nascido em Tübingen, Kies trabalhou em Berlim em parceria com Jérôme Lalande, a fim de fazer observações sobre a paralaxe lunar, em conjunto com observações de Nicolas Louis de Lacaille no Cabo da Boa Esperança.
A cratera lunar Kies é denominada em sua homenagem.